# Mario Llamas
Pour les articles homonymes, voir Llamas.
Mario Llamas est un joueur mexicain de tennis, né le 30 mars 1928 et mort le 17 juin 2014.

## Palmarès
- Internationaux de France (Roland Garros):huitième de finale en 1961